# La Clef de Seize
 (décembre 2014).
Si vous disposez d'ouvrages ou d'articles de référence ou si vous connaissez des sites web de qualité traitant du thème abordé ici, merci de compléter l'article en donnant les références utiles à sa vérifiabilité et en les liant à la section « Notes et références ».
La Clef de Seize est un roman policier de Patrick Raynal paru en 1983 dans le recueil Very Nice n°16 et dernier de la collection Sanguine aux éditions Albin Michel.

## Résumé
Louis Seize sort de prison au bout de cinq ans. Avant, il était commissaire de police à Nice, policier idéaliste à ses débuts, puis désabusé devant la corruption du système et, finalement, pris en flagrant délit lors d'un braquage à son compte. Durant ces cinq années, il a eu le temps de peaufiner une liste de braquages dont les victimes sont toutes des petits notables véreux de province, en commençant par un notaire usurier en Bretagne, tel un Robin des Bois qui travaillerait à son propre compte. Il espère amasser en un mois de quoi se retirer au soleil avec son ami Patrick, jeune drogué et dealer et le seul ami qu'il se soit fait en prison.
Mais, dès ce premier braquage réussi, il est attrapé par deux malfrats à la solde du parrain de la pègre niçoise, Henri Acosta. Ce dernier n'apprécie pas la concurrence que lui fait un jeune promoteur immobilier du nom de Raffaëli, qui lui vole ses marchés les plus juteux, empiète de plus en plus sur ses trafics. Une fin de règne que ses appuis politiques ne suffisent pas à endiguer. Il force donc Louis Seize à travailler pour lui, le chargeant de trouver qui est la taupe dans l'entourage d'Acosta qui renseigne si bien son concurrent.
Le retour de Seize à Nice ne passe pas inaperçu et ses ex-collègues policiers lui mettent la pression. Rares sont les personnes sur qui il peut compter, mais il parvient à mettre sur pied une équipe qui l'aide dans un plan audacieux : avec un vieil anar espagnol, Patrick et un réfugié chilien, ils veulent monter Acosta et Raffaëli l'un contre l'autre en espérant récolter au passage suffisamment d'argent.
La vendetta tourne court et Seize est capturé par les hommes de Raffaëli qui le torturent. L'intervention inattendue de la femme d'Acosta et d'un vieux commissaire pas mécontent de voir les crapules s'entre-déchirer va permettre à Seize et ses amis de régler quelques comptes et de faire un peu le ménage...

## Éditions
- En première partie du recueil Very Nice. Paris : Albin Michel, 1983, 250 p., Sanguine no 16.  (ISBN 2-226-01656-2). En seconde partie du recueil figure Spinoza encule Hegel de Jean-Bernard Pouy
- Charenton-le-Pont : Canaille, 1994, 173 p. (Canaille-Revolver).  (ISBN 2-909659-07-0)
- Paris : Éd. Baleine, 1996, 177 p. (Canaille-revolver).  (ISBN 2-84219-023-8)
- Paris : Gallimard, 2000, 223 p. (Folio policier ; no 152.  (ISBN 2-07-040958-9)